# Juan Carlos Cáceres
Juan Carlos Cáceres (Buenos Aires, 1936. szeptember – 2015. április 5.) a világ egyik legnevesebb és legkarizmatikusabb tangózenésze. Zongorán és harsonán játszik. Az éneklés mellett még jelentős festő is.

## Élete
1936-ban Buenos Airesben látta meg a napvilágot. Rajongása a zenéért már gyermekkorban jelentkezett nála. Egy rádióműsor volt a kedvence, amiben a tangó fejlődését mutatták be. A műsorban olyan felvételek is megszólaltak, melyekben a környékbeli és katonai fúvószenekarok játszottak dalokat a candombétól a habanerán, a fandangón, a milongán át a tangóig. Cáceres legkedvesebb előadója a bandoneón-játékos Anibal Troilo volt.
Művészeti iskolába járt, ahol zongorázni és harsonázni tanult. Festeni is ebben az időben kezdett, csak saját maga szórakoztatására. A zenei műfajok közül a tangó és a jazz érdekelte, azon belül is inkább, a romantikus válfaja. Napjai úgy teltek, hogy nappal iskolába járt, éjszakánként viszont a forradalmárok kedvelt találkozóhelyén, a Cueva de Passarato nevű jazz-klubban harsonázott.
A ’20-as éveiben az argentin tangó-zenészek gyakran megfordultak az Egyesült Államokban. Az ott tanult jazz akkordokkal keverték szerzeményeik hangzásvilágát. A második világháború után sok francia muzsikus telepedett le Argentínában, akik magukkal vitték Django Reinhardt egyedinek számító manouche stílusát. Következésképp, gitáriskolák kezdtek nyílni Argentína kis- és nagyvárosaiban egyaránt. A habanera, a murga, a milonga és ezek az új hatások mind hozzájárultak Cáceres zenei fejlődéséhez.
Az 1966-os puccs idején Spanyolországba költözött, majd néhány év múlva Franciaországban telepedett le. 1977-ben alapította meg Gotan nevű tangó-zenekarát, melynek ő volt a zongoristája. Elsősorban eredeti latin darabokat játszottak.
Az évek folyamán egyre többet foglalkozott a festészettel, egy időre még a zenélést is felhagyta emiatt. Festményeinek témáit legtöbbször a tangóból meríti. Festett már képet a tangó aranykorának népszerű énekeséről Carlos Gardelről, valamint Astor Piazzolláról, amint Anibal Toilóval muzsikál éppen, de készített már freskót Latin-Amerika történetéről is.
1989-ben tért vissza a zenevilágba új együttesével a Tangofonnal, melyben újabb oldalát mutatta meg, hogy énekelni is kiválóan tud. Népszerűsége egyre csak nőtt. Szólóalbumokat is készített, nyers és mégis bársonyos hangja, szenvedélyes előadásmódja mindenkit azonnal lenyűgözött.
2005-ben megjelent Murga Argentina című lemeze, mely óriási sikert aratott. Az albumot rengeteg fesztivál és koncert meghívás követett a világ minden tájáról.
2006-ban vendégként játszott napjaink egyik legnépszerűbb tangó-együttese, a Gotan Project – Lunático című albumán. Cáceres jelenleg egy új elektro-jazz-tangó egyveleg projecten dolgozik.

## Diszkográfia
- Solo (1993)
- Sudacas (1994)
- Intimo (1996)
- Live à la Chapelle (1997)
- Tango Negro Trio (1998)
- Toca Tango (2001)
- Murga Argentina (2005)
- Utopía (2007)